# BMOスタジアム
BMOスタジアム（BMO Stadium）は、アメリカ合衆国カリフォルニア州ロサンゼルスに所在するサッカー専用スタジアム。

## 概要
同スタジアムはかつて存在していたロサンゼルス・メモリアル・スポーツ・アリーナを取り壊し、メジャーリーグサッカーのロサンゼルスFCの本拠地として建設。2018年4月18日にこけら落とされた。当初より、バンク・オブ・カリフォルニアが命名権スポンサーとして15年契約1億ドルで締結し、バンク・オブ・カリフォルニア・スタジアム（Banc of California Stadium）と呼ばれた。
バンク・オブ・カリフォルニアとの契約は2020年に中断が発表された。その後、モントリオール銀行（BMO）が2023年1月19日に新たに命名権を取得した。

## 2028年ロサンゼルスオリンピック
2028年ロサンゼルスオリンピックでは、6人制ラクロスとフラッグフットボール競技会場として使用される予定。ダウンタウン・スポーツパークの一部を構成している。